# مارس
- السبت
- الأحد
- الاثنين
- الثلاثاء
- الأربعاء
- الخميس
- الجمعة

- 11 رمضان 1446  هـ
- 22 رمضان 1446  هـ
- 33 رمضان 1446  هـ
- 44 رمضان 1446  هـ
- 55 رمضان 1446  هـ
- 66 رمضان 1446  هـ
- 77 رمضان 1446  هـ
- 88 رمضان 1446  هـ
- 99 رمضان 1446  هـ
- 1010 رمضان 1446  هـ
- 1111 رمضان 1446  هـ
- 1212 رمضان 1446  هـ
- 1313 رمضان 1446  هـ
- 1414 رمضان 1446  هـ
- 1515 رمضان 1446  هـ
- 1616 رمضان 1446  هـ
- 1717 رمضان 1446  هـ
- 1818 رمضان 1446  هـ
- 1919 رمضان 1446  هـ
- 2020 رمضان 1446  هـ
- 2121 رمضان 1446  هـ
- 2222 رمضان 1446  هـ
- 2323 رمضان 1446  هـ
- 2424 رمضان 1446  هـ
- 2525 رمضان 1446  هـ
- 2626 رمضان 1446  هـ
- 2727 رمضان 1446  هـ
- 2828 رمضان 1446  هـ
- 2929 رمضان 1446  هـ
- 301 شوال 1446  هـ
- 312 شوال 1446  هـ
- 13 شوال 1446  هـ
- 24 شوال 1446  هـ
- 35 شوال 1446  هـ
- 46 شوال 1446  هـ

- يناير
- فبراير
- مارس
- أبريل
- مايو
- يونيو
- يوليو
- أغسطس
- سبتمبر
- أكتوبر
- نوفمبر
- ديسمبر

مارس هو الشهر الثالث في السنة في التقويم الجريجوري وواحد من السبعة شهور الجريجورية، ويتكوّن من 31 يوم (يسمى في العراق وبلاد الشام آذار) وأصل تَسمية بابلي «ru –da – a» وكان شهراً مكرّساً للإله آشور أبي الآلهة، والكلمة ُ مشتقة من جذر « هَدَر » وذلك لما يقع فيه من عواصف وسيول وهدير، وبعض الناس اليوم يُسمُّونه آذار الهدَّار.
يبدأ مارس (في علم التنجيم) عندما تكون الشمس في برج الحوت وينتهي في برج الحمل. وفلكيا، عندما تبدأ الشمس في برج الدلو وتنتهى في برج الحوت.
في روما القديمة تم تسمية الشهر على على اسم ماريتيوس "Maritius", إله الحرب الروماني وكان يعتقد أنه يجلب الحظ لبدء الحروب فيه.
كان مارس هو الشهر الأول في السنة في التقويم الروماني حيث أن شهور الشتاء يناير وفبراير لم تكن موجدة وذلك من أجل الحروب في هذه الفترة من السنة. وقام يوليوس قيصر ببدء التقويم اليولياني عام 45 قبل الميلاد وفيه بداية العام في 1 يناير. وقد استمر استخدام مارس كبداية للسنة في بعض البلدان لوقت طويل. فمثلا لم يتم الاعتراف ببداية العام في الأول من يناير بفرنسا حتى عام 1564. بينا استمرت بريطانيا العظمى في استخدام 25 مارس كبداية للعام حتى سنة 1752, وبعدها بدأ استخدام التقويم الجريجوري.
في اليونان القديمة، كان مارس يسمي الأتيكية "Anthesterion". وفي التقويم الياباني يسمى ياويوي (弥生). وفي اللغة الفنلندية يسمي الشهر ماليسكو والذي يعنى شهر الغموض.
قام أهل ساكسونيا بتسميته شهر الذئب, وقام شارل الأعظم بتسميته شهر الشتاء.
الأسماء التاريخية للشهر تتضمن تسمية أهل ساكسونيا لينكتامونت,وهو اسم مشتق من نقطة تساوي الليل والنهار ويوم الصوم الكبير. كما أطلقوا عليه أيضا اسم ريد-موانت تبعا لاسم الألهة ريدام. البريطانيون القدماء قاموا بتسمية الشهر هيلد-مونث (والذي يعني الصاخب أو العاصف).
بعض الأسماء الاشتقاقية للشهر:
- الهولندية: مَارْتْ.
- الفرنسية: مَارْسْ.
- الألمانية: مِرْتْسْ.